# Liste der Biografien/Dot
Liste der Biografien |
Portal Biografien |
Personensuche
# |
A |
B |
C |
D |
E |
F |
G |
H |
I |
J |
K |
L |
M |
N |
O |
P |
Q |
R |
S |
T |
U |
V |
W |
X |
Y |
Z |
?
 
Da |
Db |
Dc |
Dd |
De |
Dg |
Dh |
Di |
Dj |
Dk |
Dl |
Dm |
Dn |
Do |
Dq |
Dr |
Ds |
Du |
Dv |
Dw |
Dy |
Dz
 
Doa |
Dob |
Doc |
Dod |
Doe |
Dof |
Dog |
Doh |
Doi |
Doj |
Dok |
Dol |
Dom |
Don |
Doo |
Dop |
Doq |
Dor |
Dos |
Dot |
Dou |
Dov |
Dow |
Dox |
Doy |
Doz
Die Liste der Biografien führt alle Personen auf, die in der deutschsprachigen Wikipedia einen Artikel haben. Dieses ist eine Teilliste mit 110 Einträgen von Personen, deren Namen mit den Buchstaben „Dot“ beginnt.

## Dot
- Dot Rotten (* 1987), britischer Grime-Rapper
- Dot, Pedro (1885–1976), spanischer Rosenzüchter

### Dota
- Dota (* 1979), deutsche Liedermacherin
- Dotadas, griechischer Läufer
- Dotan (* 1986), niederländischer Singer-Songwriter
- Dotan, Aron (1928–2022), israelischer Sprachwissenschaftler
- Dotan, Shimon (* 1949), israelischer Filmregisseur und Drehbuchautor rumänischer Herkunft
- Dotan-Dreyfus, Tomer (* 1987), israelischer Autor, Lyriker und Übersetzer

### Dotc
- Dotchev, Pavel (* 1965), bulgarisch-deutscher Fußballspieler und -trainer
- Dotchin, Angela Marie (* 1974), neuseeländische Schauspielerin und Model
- Dotchin, Jake (* 1994), kanadischer Eishockeyspieler
- Dotcom, Kim (* 1974), deutsch-finnischer Straftäter, Hacker und UnternehmerKim Dotcom (* 1974)

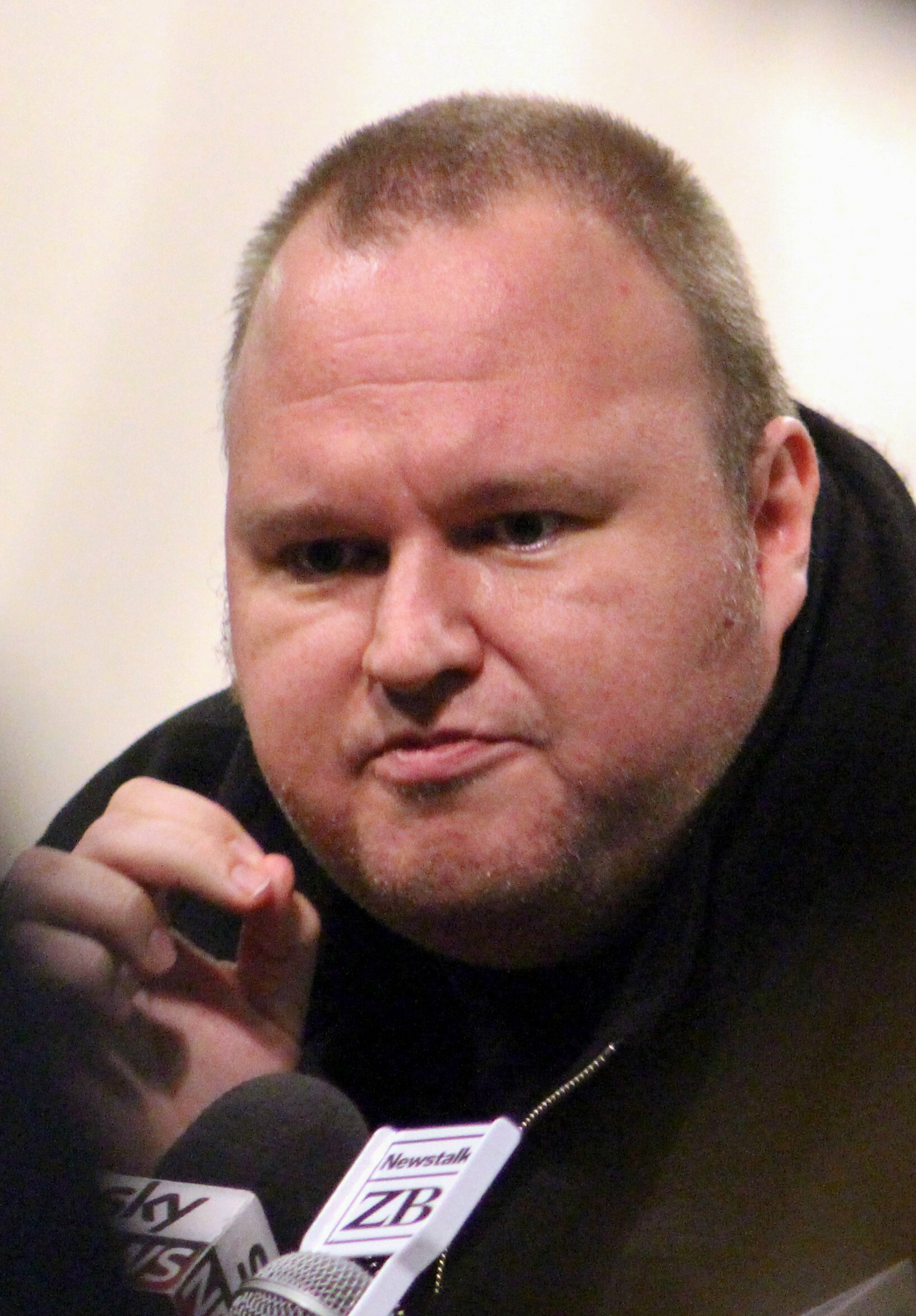
Kim Dotcom (* 1974)

### Dote
- Doté, Élie (* 1948), zentralafrikanischer Politiker
- Döteber, Franz Julius (1575–1648), deutscher Bildhauer
- Dotel, Octavio (1973–2025), dominikanischer Baseballspieler

### Doth
- Doth de Oliveira, José (1938–2017), brasilianischer Geistlicher, römisch-katholischer Bischof von Iguatu
- Doth, Anita (* 1971), niederländische SängerinAnita Doth (* 1971)

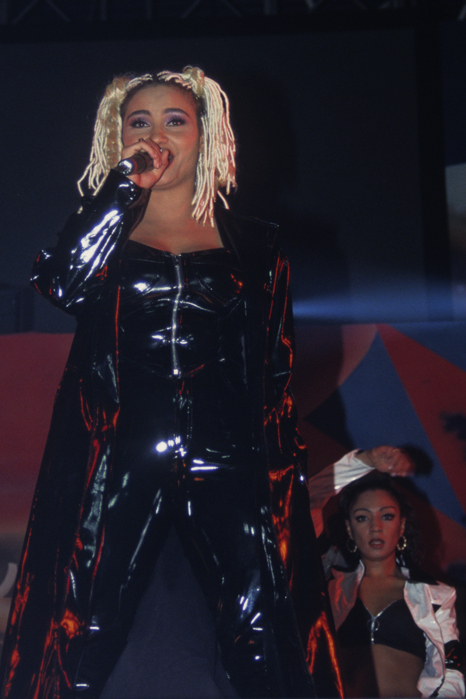
Anita Doth (* 1971)

- Dothan, Felix (1924–2005), israelischer Physiker
- Dothan, Mosche (1919–1999), israelischer Archäologe
- Dothan, Trude (1922–2016), israelische Archäologin
- Dôthel, Niccolò (1721–1810), französisch-italienischer Flötist und Komponist

### Dotr
- Dotrel, Peter (1942–2013), österreichischer Maler und Zeichner
- Dotremont, Christian (1922–1979), belgischer Maler und Lyriker
- Dotrice, Karen (* 1955), britische Schauspielerin
- Dotrice, Kay (1929–2007), britische Schauspielerin
- Dotrice, Roy (1923–2017), britischer Schauspieler

### Dots
- Dötsch, Albin (1872–1922), österreichischer Politiker (SDAP), Abgeordneter zum Nationalrat
- Dötsch, Franz (* 1948), deutscher Richter am Bundesfinanzhof
- Dötsch, Jörg (* 1965), deutscher Pädiater
- Dötsch, Josef (* 1954), deutscher Politiker (CDU), MdL
- Dötsch, Walter (1909–1987), deutscher Maler
- Dotschanaschwili, Guram (1939–2021), georgischer Schriftsteller
- Dotschew, Bogdan (1936–2017), bulgarischer Fußballschiedsrichter
- Dotson, Gary, US-amerikanisches Opfer eines Justizirrtums
- Dotson, Hobart (1921–1971), US-amerikanischer Jazzmusiker
- Dotson, Jahan (* 2000), US-amerikanischer American-Football-Spieler
- Dotson, Sanaá (* 2000), US-amerikanische Volleyballspielerin

### Dott
- Dott, Fabian (* 1987), deutscher Schauspieler
- Dott, Friedrich (1889–1969), deutscher Bankkaufmann und Heimatforscher
- Dott, Graeme (* 1977), schottischer SnookerspielerGraeme Dott (* 1977)

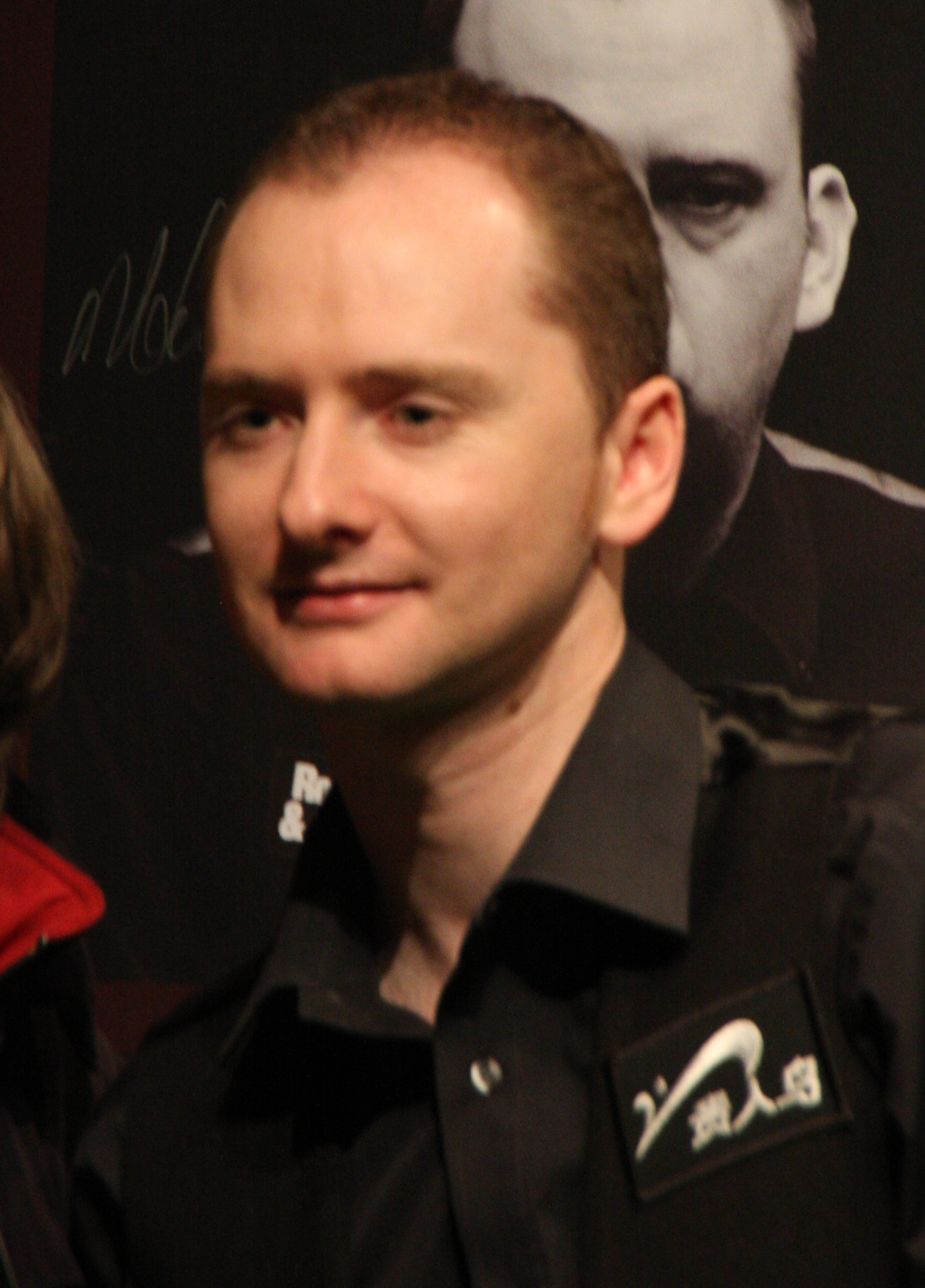
Graeme Dott (* 1977)

- Dott, Johannes (1892–1969), deutscher Kommunalpolitiker
- Dott, Manfred (* 1940), deutscher Politiker (DSU), MdV
- Dött, Marie-Luise (* 1953), deutsche Politikerin (CDU), MdB
- Dott, Minka (* 1945), deutsche Politikerin (Die Linke), MdA
- Dott, Philipp (1912–1970), deutscher Maler und Sgraffito Künstler
- Dott, Robert (1929–2018), US-amerikanischer Geologe
- Dott, Sergej Alexander (* 1959), deutscher Maler, Grafiker, Illustrator und Bildhauer
- Dott, Stefan (* 1969), deutscher Judoka und früherer Europameister
- D’Ottavio, Alessandro (1927–1988), italienischer Boxer
- Dotter (* 1987), schwedische Sängerin und Songwriterin
- Dotter, Carl (1885–1954), deutscher Heimat- und mainfränkischer Mundartdichter
- Dotter, Egidius (1783–1868), sächsischer Wanduhrenfabrikant
- Dotter, Hans Erich (1920–2012), deutscher Unternehmer und Stifter
- Dottermans, Els (* 1964), belgische Schauspielerin
- Dotterweich, Christopher (1896–1969), US-amerikanischer Radrennfahrer
- Dotterweich, Heinz (1904–1949), deutscher Zoologe
- Dottesio, Attilio (1909–1989), italienischer Schauspieler
- Dottesio, Luigi (1814–1851), italienischer Patriot, Revolutionär und Major
- Dotti, Alan David (* 1977), brasilianischer Fußballspieler
- Dotti, Carlo Francesco (1670–1759), italienischer Architekt
- Dotti, Ettore (* 1961), italienischer Ordensgeistlicher, römisch-katholischer Bischof von Naviraí
- Dotti, Juan Pablo (* 1984), argentinischer Radrennfahrer
- Dotti, Orlando Octacílio (* 1930), brasilianischer Ordensgeistlicher, emeritierter Bischof von Vacaria
- Dotti, Roberto (* 1961), italienischer Bahnradsportler und Weltmeister
- Dotti, Sibylle (1913–2003), deutsche Kunstpädagogin, Malerin und Grafikerin
- Dotti, Tommaso (* 1993), italienischer Shorttracker
- Dottin, Deandra (* 1991), Cricketspielerin der West Indies
- Döttling, Alois (1892–1956), österreichischer Politiker (CSP, ÖVP), Mitglied des Bundesrates
- Döttling, Fabian (* 1980), deutscher Schachgroßmeister
- Döttling, Peter (* 1956), deutscher Kameramann
- Dotto, Armando (* 1946), Schweizer Schauspieler, Regisseur und Autor
- Dotto, Jean (1928–2000), französischer Radrennfahrer
- Dotto, Luca (* 1990), italienischer Schwimmer
- Dottore (1935–2009), deutscher Maler und Zeichner
- Dottori, Carlo de’ (1618–1686), italienischer Dichter
- Dottori, Gerardo (1884–1977), italienischer Maler, Dichter und Autor des Futurismus
- Dottrens, Emile (1900–1990), Schweizer Ichthyologe und Naturschützer

### Doty
- Doty, Douglas (1874–1935), US-amerikanischer Drehbuchautor
- Doty, James Duane (1799–1865), US-amerikanischer Politiker
- Doty, Kathryn Adams (1920–2016), US-amerikanische Schauspielerin und Schriftstellerin
- Doty, Mark (* 1953), US-amerikanischer Anglist, Autor, Lyriker und Essayist
- Doty, Paul M (1920–2011), US-amerikanischer Chemiker

### Dotz
- Dötz, Karl Heinz (* 1943), deutscher Chemiker
- Dotzauer, Ernst (1924–2005), deutscher Mathematiker und Informatiker
- Dotzauer, Friedrich (1783–1860), deutscher Cellist und Komponist
- Dotzauer, Gregor (* 1962), deutscher Kritiker und Redakteur
- Dotzauer, Hans-Günther (* 1953), deutscher Opern-, Operetten- und Musicalsänger (Tenor)
- Dotzauer, Johann Christian (1696–1773), deutscher Orgelbauer
- Dotzauer, Josef (1900–1972), deutscher Politiker (GB/BHE), MdL
- Dotzauer, Rainer (* 1947), deutscher Handballtrainer und -funktionär
- Dotzauer, Uwe (* 1959), deutscher Nordischer Kombinierer
- Dotzauer, Winfried (1936–2016), deutscher Historiker
- Dotzel, Erwin (* 1949), deutscher Politiker (CSU)
- Dotzel, Wilfried (1947–1993), deutscher Regisseur und DrehbuchautorWilfried Dotzel (1947–1993)

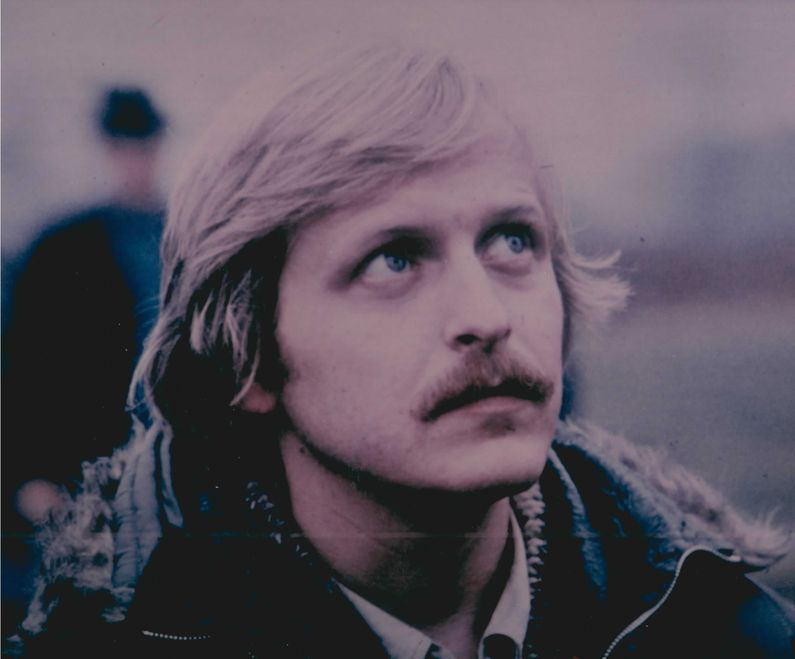
Wilfried Dotzel (1947–1993)

- Dotzer, Johann Baptist (1908–1941), deutscher NSDAP-Funktionär, Oberbürgermeister der Stadt Neumarkt in der Oberpfalz
- Dötzer, Karl (* 1907), deutscher Jurist
- Dotzer, Monika-Maria (* 1940), bildende Künstlerin
- Dotzer, Ulrike (* 1961), deutsche Journalistin und TV-Redakteurin
- Dötzer, Walter (* 1911), deutscher Hygieniker und SS-Sturmbannführer
- Dotzert, Paul (1922–2020), deutscher Politiker (SPD)
- Dotzert, Roland (1947–2024), deutscher Verwaltungsbeamter und Sachbuchautor
- Dotzinger, Jodok († 1468), Steinmetz, Baumeister und Architekt
- Dotzler, Alexander (* 1984), deutscher Eishockeyspieler
- Dotzler, Bernhard (* 1963), deutscher Medienwissenschaftler
- Dotzler, Hannes (* 1990), deutscher Skilangläufer
- Dotzler, Hans (1906–1979), deutscher Politiker (NSDAP), MdR
- Dotzler, Hans (* 1957), deutscher Fußballtorhüter
- Dotzler, Helmut (* 1957), deutscher Offizier
- Dotzler, Leonie (1899–1984), deutsche Feuilletonistin und Kritikerin
- Dotzler, Stefan (* 1960), deutscher Skilangläufer